# Anthurium validifolium
Anthurium validifolium är en kallaväxtart som beskrevs av Kurt Krause. Anthurium validifolium ingår i släktet Anthurium och familjen kallaväxter. Inga underarter finns listade.